# Конрад III фон дер Шлайден
Конрад III фон дер Шлайден (на немски: Konrad III von der Schleiden; * пр. 1307; † 1345) е господар на Шлайден и рицар в Айфел планина в Северен Рейн-Вестфалия, Германия.

## Произход
Той е син на Фридрих II фон Шлайден († 1325) и съпругата му Йохана фон Хайнсберг-Фалкенбург († 1327), дъщеря на Валрам фон Хайнсберг-Фалкенбург († 1302) и Филипа фон Гелдерн-Цутфен († 1302); или на Дирк II ван Фалкенбург († 1268) и графиня Алайдис фон Лооц (* ок. 1242). Внук е на Конрад II фон Шлайден († сл. 1297) и Елизабет фон Юнкерат († сл. 1282). Правнук е на Фридрих I фон Шлайден († ок. 1269).
През Средновековието от 12 век Шлайден е център на Господството Шлайден, от 1602 г. на Графството Шлайден.
Линията в Шлайден съществува до 1593 г.

## Фамилия
Първи брак: пр. 1307 г. с Йохана фон Вилденберг († сл. 29 април 1339), правнучка на Филип II фон Вилденберг († 1277), сестра на Филип IV фон Вилденберг († 1328/1329), дъщеря на Йохан фон Вилденберг († сл. 1310) и Ирмгард фон Оурен († сл. 1340). Те имат децата:
- Йохан I фон Шлайден-Нойенщайн († между 28 април 1379 – 14 февруари 1381), рицар, господар на Шлайден-Нойенщайн, женен 1340 г. за графиня Елизабет фон Вирнебург († сл. 1380), сестра на Йохан фон Вирнебург († 1371), архиепископ на Кьолн, дъщеря на граф Рупрехт III фон Вирнебург († 1355) и Агнес фон Вестербург († 1339)
- Конрад фон Шлайден († 1356/1365)
- Ирмгард фон Шлайден († сл. 1367/1391), омъжена за Дитрих IV фон Даун-Брух († между ноември 1400 – 10 април 1402)
- Йохана фон дер Шлайден († сл. 1357), омъжена за Фридрих III фон Кроненберг († юни 1360), вер. брат на зет му Петер фон Кроненберг
- Фридрих III фон Шлайден († 23 март 1343), женен пр. 1343 г. за Кунигунда фон Бербург († сл. 1379)
- Елизабет фон Шлайден, омъжена за Николас Брабант фон Улмен
- Мехтилд фон Шлайден († 1360)

Втори брак: пр. 22 януари 1343 г. с Йохана фон Райфершайд († сл. 1344), дъщеря на Йохан III фон Райфершайд († 1315/1317) и Рикарда фон Долен Залм († сл. 1324). Те имат две дъщери:
- Агнес фон дер Шлайден († пр. 1364), омъжена пр. 18 декември 1357 г. за Петер фон Кроненберг († 1413/1414 или сл. 1418), син на Фридрих II фон Кроненберг († 1357)
- Елизабет фон Шлайден († сл. 1342)